# Odbojka na OI 1976.
Odbojka na Olimpijskim igrama u Montrealu 1976. godine uključivala je natjecanje u muškoj i ženskoj konkurenciji.

## Osvajači medalja
|       | Zlato | Srebro | Bronca |
| Muški | Poljska Włodzimierz Stefański Bronislaw Bebel Lech Łasko Edward Skorek Tomasz Wójtowicz Wiesław Gawłowski Mirosław Rybaczewski Zbigniew Lubiejewski Ryszard Bosek Włodzimierz Sadalski Zbigniew Zarzycki Marek Karbarz | SSSR Aleksandr Jermilov Vjačeslav Zajcev Jurij Starunski Vladimir Ulanov Anatolij Poliščuk Aleksandr Savin Pavel Selivanov Vladimir Kondra Oleg Moliboga Vladimir Černišov Jefim Čulak Vladimir Dorokov | Kuba Alfredo Figueredo Victor Garcia Diego Lapera Leonel Marshall Ernesto Martinez Lorenzo Martinez Jorge Pérez Antonio Rodriguez Carlos Salas Victoriano Sarmientos Jesús Savigne Raúl Virches |
| Žene  | Japan Juko Arakida Takako Iida Kacuko Kanesaka Kijomi Kato Ećiko Maeda Noriko Matsuda Mariko Okamoto Takako Širai Šoko Takajanagi Hiromi Jano Juri Jokojama Mariko Jošida                                              | SSSR Zoja Jusova Ina Riskal Ljudmila Ščetinina Nina Smolejeva Lilija Osadčaja Ana Rostova Ljubov Rudovskaja Olga Kozakova Natalija Kušnir Nina Muradian Larisa Bergen Ljudmila Černišova                | Južna Koreja Mjung-Sun Baik Kjung-Ja Bjon Hi-Sok Čang Hea-Jung Jo So-Nok Li Son-Bok Li Kum-Ja Ma Mi-Kum Park Jung-Hje Ju Kjung-Hva Ju So-Nok Jung Joung-Nae Jun                                 |